# 기독교 신학의 역사
기독교 신학의 역사는 성경에 대한 해석에서 파생된 역사이다. 초대 교회이후에 기독교의 정체성에서 시작된 신학의 형성은 시대를 거듭하면서 철학과 수사학 그리고 논리학등의 도움으로 오늘날의 형태의 기독교를 정립하게 되었다. 교회의 역사가운데 많은 신학적 주제들에 대한 논쟁과 여러 정통신학자들의 영향속에서 정통 기독교의 유산이 지금까지 이어져 왔다. 신학논쟁의 주된 주제는 삼위일체 논쟁과 기독론 논쟁, 신구파 신학자들과와 논쟁이 있었다.
삼위일체의 교리는 삼위 일체주의자들에 의한 기독교 신학의 핵심으로 여겨지며, 교회가 성경적 데이터를 지속적으로 탐구하고 논쟁과 논쟁을 통해 결국 325년에 니케아 제 1차 공의회에서 공식화 된 결과이다. 그들은 성경의 증거와 일치한다고 믿으며 후기 공의회와 저술에서 더 정리되었어다. 교리의 공식화를위한 가장 널리 인정 된 성경의 기초는 요한 복음에 있다.

## 기독교의 신학의 역사
시대마다 신학은 세상의 문화 그리고 철학 사상에 의해서 큰 영향을 받았고, 반대로 윤리와 문화 그리고 정치 등 많은 영역에 큰 영향을 주기도 하였다. 

### 초대 교회의 신학
초대교회의 신학은 속사도 교부들과 변증가들의 문헌에서 그들이 주장하는 중심 교리와 신학 방법을 찾아 볼 수 있다. 그들의 신학적 주제는 예수 그리스도가 인간의 구주이며, 구약과 사도들의 가르침에 근거한 기독교의 참된 주체성을 변호하는 데 있었다. 초기 교부들의 시대에는 교회의 형태가 오늘날처럼 나타나고, 거기에 따른 교리가 형성되기 시작했다. 이 과정에서 많은 이단적인 교리와의 논쟁을 통하여 건전한 성경적인 전통들이 체계화되기 시작하였다. 물론 당시의 교부들은 철학을 사용하여 기독교의 진리를 정교하게 체계적으로 진술하였다. 예를 들면, 클레멘트와 오리겐은 필로를 통하여 플라톤의 이원론 사상을 신학의 방법과 성경 해석에 도입했고 터툴리안은 스토아 철학을, 후에 어거스틴은 신플라톤 철학을 이용하여 기독교의 신학을 발전시켰다. 이때로부터 본격적 헬라의 철학과 라틴 사상이 기독교 신학 형성에 영향을 주었다. 기독교는 니케아 회의와 칼세돈 회의를 통하여 기독론을 정립하였다.

### 중세의 신학
중세기는 동방 교회의 약화로 인해 서방 교회가 주도하였다. 교회의 감독들이 스스로 교황으로 승격한 후에 교회를 제도적으로 조직화하여 계급적 교권을 만들었고, 세속권에 대한 지배를 확장시켜 교회를 세상의 제일 원리가 되게 했다. 이런 교권의 확장 가운데 가장 성공한 도시의 교회는 로마교회였다. 가장 영향력 있는 로마시를 중심으로 한 구교는 시간이 지나감에 따라 신학을 로마 가톨릭교회의 수장인 교황의 시녀로 삼고 성경의 참된 가르침에서 멀어져 갔다. 로마교회의 신학이란 교황의 권위에 의한 강권의 신학으로 그 핵심은 성례전(sacramentum)에 나타난다. 토마스 아퀴나스는 아리스토텔레스의 형상과 질료의 개념을 도입하여, 은혜의 주입 사상(gratia infusa)과 화체설(transubstantiatio)과 같은 중요한 로마 가톨릭 신학의 핵심 교리들을 만들어냈다. 신학의 철학화로 재생된 스콜라신학이 발생한 것이다. 이런 지나친 철학의 의존은 성경을 왜곡되게 해석하고, 신학을 올바르게 발전시키지 못한 것을 보여준다. 로마교회는 로마의 종교와 법 그리고 정치를 기독교에 접목시키고 마리아를 숭배하며 성직자들을 제사장으로 만들어 성경과 정통 기독교로부터 멀어지게 되었다.

### 종교 개혁시대의 신학
부패한 로마 가톨릭 신학을 개혁하려는 시도가 루터와 쯔빙글리에 의하여 시작되었다. 개혁자들은 교황의 권위에 대항하여 오직 성경의 권위와 하나님의 은혜 그리고 오직 구원을 위하여 이신칭의를 주장하였다. 그리고 부쩌와 파렐 그리고 불링거와 칼빈 같은 개혁자들은 성경적 종교개혁 사상을 후대에 전달해 주었다. 종교개혁의 반동으로 위기에 처한 로마 가톨릭교회는 트렌트 회의(The Council of Trent, 1545-1563)를 통하여 신학적, 교회적 결속을 다지게 되었다. 특별히 로마교회가 종교개혁자들의 성경관과 해석에 대한 반대로 결정한 것은 성경 해석의 권리는 개인에게 있지 않고 추기경이나 감독들에게 있다는 것이다. 성경은 이해하기가 어렵기 때문에 권위 있는 자가 반드시 해석해야 한다는 것이다. 이에 반하여 개혁자들은 성경의 명료성을(the clarity of Scripture) 강조하였다. 기독교의 구원 진리에 관해 성경을 이해하는 데 있어서 누구에게나 분명하다는 것이다. 이 성경의 명료성은 성경은 “성경으로 해석해야 한다”(Scriptura sui ipsius interpres)라는 종교개혁자들의 새로운 성경 해석 원리를 사용하도록 했다. 이런 점에서 칼빈은 성경의 명료성을 근거로 자신의 신학적 성경 해석 방법을 형성하는 데 중요한 기반이 되었다. 칼빈은 자신의 독창적인 성경 해석 방법으로 간결성과 용이성(brevitas et facilitas)의 방법을 사용하여 독자들이 성경을 이해하는 데 큰 공헌을 하였다. 개혁자들은 로마 가톨릭교회의 잘못된 교리에 있어서는 하나였지만 중요한 신학적 해석의 차이를 보이기 시작했다. 그것이 바로 성만찬 해석에 관한 논쟁이었다. 루터와 쯔빙글리가 말버그 회의(Marburg Colloquy, 1529)에서 갈라짐으로써 루터파는 공재설을, 쯔빙글리는 기념설을 주장하였다. 앞서 두 견해의 중간에 위치한 칼빈은 영적 임재설을 주장함으로써, 개혁자들은 일치를 보지 못하고 서로가 마음의 상처가 깊어져 가고 있었다. 개혁의 후예들은 지역과 나라, 언어와 문화, 신학적 차이를 따라 루터파, 칼빈파, 재세례파로 구분되어 각자 입장이 첨예하게 대립되었다. 이 기간을 특히 개신교 정통주의 신학의 기간으로 부른다. 개혁자들의 후예들은 초기에 성경의 권위를 강조하고 기독교 교리의 순수성을 밝히려고 노력했으나, 차츰 자신들이 속한 교파의 울타리를 치고 경계심을 형성하기 시작했다. 이 당시 소위 말하는 정통신학은 단순한 성경의 진리를 파수하고 전파하기보다는 자신들이 만든 교리를 스콜라신학으로 만들기 시작하여 실제 성도들의 삶에 큰 도움을 주지 못했다. 이것이 성경 본문에 근거한 성경적 신학 탐구보다는 철학적 논리적 교리의 체계를 강화시켜 태동된 개신교 스콜라신학이었다. 바로 이때 지나친 교리로 인해 죽은 정통신학에 반기를 들었던 운동이 슈페너를 중심으로 한 경건주의였다. 이 운동은 딱딱한 교리보다는 실제적인 기독교의 삶을 강조하고 신앙의 실천을 강조하였다. 그러나 정통주의와 경건주의는 모두 장점이 있었지만 한 쪽 면만을 지나치게 강조한 결과 기독교의 진리와 본질을 현실의 문제와 맞추어 적절하게 조화로운 균형을 보여주지 못했다.

### 근대의 신학
르네상스의 열기는 식지 않고, 인간 이성의 중요성을 모든 면에서 인식시켜 주었다. 데까르트부터 시작하여 칸트에 이르기까지 철학의 영향으로 지성인들은 신 중심적 사고에서 벗어나 인간의 이성과 자율성에 최고의 심판권을 부여하기 시작하게 되었다. 그 결과로서 이성의 역할을 강조한 계몽주의의 영향으로 성경은 인간의 이성과 체험에 의하여, 즉 인간의 인식 한계 안에서 역사적이며 비평적으로 비판을 받게 되었다. 자유주의 신학과 현대신학의 뿌리는 여기서부터 시작되었다. 자유주의 신학의 중심적인 방법이란 기존의 정통적인 신학 방법을 파괴하고 인간의 이성, 감정, 체험이 중심이 되어서 어떤 기존의 틀에 얽매이지 않고 주관적으로 신학을 전개시키는 신학이다. 19세기 슐라이에르마허에 의해 시작된 자유주의 신학이 활개를 치면서 기존의 정통신학을 유명무실하게 만들었다. 자유주의 신학자들의 영향은 아직도 멈추지 않고 21세기까지 영향을 주고 있다. 정통주의에서는 이런 막강했던 자유주의 신학을 막을 힘이 별로 없었다.

### 현대 신학
기독론의 새로운 부활은 칼 바르트였다. 칼 바르트의 출현으로 맹수와 같이 기독교의 신학을 휩쓸고 다녔던 자유주의 신학을 일시적으로 멈추게 할 수 있었다. 이런 점에서 바르트는 기독교의 신학사에 획기적인 전환점을 마련해 주었다. 그러나 바르트는 기존의 정통신학으로 들어오기에는 역사관, 성경관 등에서 문제점을 갖고 있었다. 불트만과 폴 틸리히 이후에 현대신학은 급진적으로 변화하기 시작했고 걷잡을 수 없는 신학의 자유로운 활동으로 심지어 사신신학까지 가게 되었다. 기독론 연구의 새로운 접근 판넨베르그의 아래로부터 기독론이 새로운 지평을 열었다. 그동안 위로부터 기독론이 주도한 연구에 새로운 관점을 주었다. 지난 200년간 너무나 많은 변화가 있었기 때문인지 신학을 사회와 인간, 문화와 환경, 그리고 생태에 조화시키려는 조용한 분위기가 있는 것 같다. 하지만 포스트모더니즘의 영향으로 신학은 규범적인 형태가 해체되어 다양한 형태의 상대적 주장을 담은 모든 것을 받아드리는 관용의 신학으로 변하고 있다.

## 같이 보기
- 기독교 신학
- 기독교의 역사